# فرنسيس سارجنت
فرنسيس سارجنت هو سياسي أمريكي، ولد في 29 يوليو 1915 في Hamilton, Massachusetts ‏ في الولايات المتحدة، وتوفي في 21 أكتوبر 1998 في دوفر في الولايات المتحدة. نشط حزبياً في الحزب الجمهوري. وقد انتخب نائب حاكم ماساتشوستس ‏ (2 يناير 1967 – 4 يناير 1971) وانتخب حاكم ماساتشوستس ‏ (22 يناير 1969 – 2 يناير 1975).